# کنفرانس الخسیراس
کنفرانس الجزیراس (انگلیسی: Algeciras Conference) کنفرانسی بود که از ۱۶ ژانویه تا ۷ آوریل ۱۹۰۶ در شهر الگسیراز اسپانیا و به منظور پایان دادن به بحران طنجه بین امپراتوری آلمان و جمهوری سوم فرانسه برپا شد. بریتانیا در این بحران جانب فرانسه را گرفت و این اولین نشان جدی بودن توافق قلبی بین دو کشور بود.
نخست وزیر فرانسه، موریس روور، که حاضر به جنگ با آلمان نبود، به شرکت در کنفرانس الجزیراس که قیصر تشکیل داده بود راضی شد. این امر باعث شد وزیر امور خارجه، دلکسه که می‌دانست دولتش از سیستم او حمایت نمی‌کند استعفا دهد.
در این کنفرانس تفوق فرانسه در مراکش قبول گشت اما پیش‌بینی نشد که آیا در صورت بروز بحران در مراکش فرانسه حق مداخله خواهد داشت یا خیر، که این خود منجر به بحران اگادیر شد.